# Olympische Winterspiele 2022/Teilnehmer (Chile)
| Gelbes Symbol für Goldmedaillen mit stilisierten Olympischen Ringen | Graues Symbol für Silbermedaillen mit stilisierten Olympischen Ringen | Braundes Symbol für Bronzemedaillen mit stilisierten Olympischen Ringen |
| ------------------------------------------------------------------- | --------------------------------------------------------------------- | ----------------------------------------------------------------------- |
| —                                                                   | —                                                                     | —                                                                       |

Chile nahm an den Olympischen Winterspielen 2022 in Peking mit vier Athleten, davon zwei Männer und zwei Frauen, in drei Sportarten teil. Es war die 18. Teilnahme des Landes an Olympischen Winterspielen.

## Teilnehmer nach Sportarten

### Freestyle-Skiing
| Athleten        | Wettbewerbe | Qualifikation | Qualifikation | Finale        | Finale        | Rang |
| Athleten        | Wettbewerbe | Punkte        | Rang          | Punkte        | Rang          | Rang |
| --------------- | ----------- | ------------- | ------------- | ------------- | ------------- | ---- |
| Frauen          |             |               |               |               |               |      |
| Dominique Ohaco | Big Air     | 126,50        | 16            | ausgeschieden | ausgeschieden | 16   |
| Dominique Ohaco | Slopestyle  | 44,85         | 22            | ausgeschieden | ausgeschieden | 22   |

### Ski Alpin
| Athleten         | Wettbewerbe  | 1. Lauf     | 1. Lauf | 2. Lauf       | 2. Lauf       | Gesamt        | Gesamt        |
| Athleten         | Wettbewerbe  | Zeit        | Rang    | Zeit          | Rang          | Zeit          | Rang          |
| ---------------- | ------------ | ----------- | ------- | ------------- | ------------- | ------------- | ------------- |
| Frauen           |              |             |         |               |               |               |               |
| Emilia Aramburo  | Riesenslalom | 1:07,71 min | 49      | 1:08,61 min   | 44            | 2:16,32 min   | 42            |
| Emilia Aramburo  | Slalom       | DNF         | DNF     | ausgeschieden | ausgeschieden | ausgeschieden | ausgeschieden |
| Männer           |              |             |         |               |               |               |               |
| Henrik von Appen | Abfahrt      | —           | —       | —             | —             | 1:47,69 min   | 32            |
| Henrik von Appen | Super-G      | —           | —       | —             | —             | 1:23,55 min   | 27            |
| Henrik von Appen | Kombination  | 1:46,51 min | 18      | DNF           | DNF           | ausgeschieden | ausgeschieden |

### Skilanglauf
| Athleten                 | Wettbewerbe     | Zeit        | Rang |
| ------------------------ | --------------- | ----------- | ---- |
| Männer                   |                 |             |      |
| Yonathan Jesús Fernández | 15 km Klassisch | 50:36,6 min | 91   |

| Athleten                 | Wettbewerbe | Qualifikation | Qualifikation | Viertelfinale | Viertelfinale | Halbfinale    | Halbfinale    | Finale        | Finale        | Rang |
| Athleten                 | Wettbewerbe | Zeit          | Rang          | Zeit          | Rang          | Zeit          | Rang          | Zeit          | Rang          | Rang |
| ------------------------ | ----------- | ------------- | ------------- | ------------- | ------------- | ------------- | ------------- | ------------- | ------------- | ---- |
| Männer                   |             |               |               |               |               |               |               |               |               |      |
| Yonathan Jesús Fernández | Sprint      | 3:26,12 min   | 85            | ausgeschieden | ausgeschieden | ausgeschieden | ausgeschieden | ausgeschieden | ausgeschieden | 85   |